# Inmigración en Ecuador
La inmigración en Ecuador  es la historia de los flujos migratorios hacia dicho país. Dado que la definición de migrante se hace en relación con las fronteras políticas de un estado, se divide la etapa prehispánica, colonial y republicana para analizar de manera separada y se aplican los límites territoriales de Ecuador de manera retroactiva. De esta manera se estudia la historia de los flujos migratorios al actual territorio ecuatoriano que han sido determinantes en su sociedad.

## Periodo prehispánico
Durante el periodo prehispánico se desarrollaron varios flujos migratorios. Los primeros pobladores llegaron de Asia por el Estrecho de Bering y habrían tenido ascendencia de Siberia. También, algunos estudios sostienen la posible llegada de nuevos migrantes en lanchas desde las islas del Pacífico, lo cual significa que habría un componente melanesio, malayo y polinesio en la población ecuatoriana. A lo largo de los siglos, se dieron varios procesos de migración en el territorio actual ecuatoriano. Por ejemplo, los indígenas Paltas ascendieron desde la Amazonía hasta la sierra sur, en la actual provincia de Loja, mientras que las migraciones de la costa hacia la sierra dieron origen a la cultura de los Quitu. Durante la época Pre-incaica, existieron dos bloques lingüísticos en la sierra ecuatoriana. En el norte, se hablaban las Lenguas barbacoanas, por lo que un proceso de migración con el actual sur de Colombia parece probable; en el sur, a partir de la provincia del Chimborazo, se hablaban idiomas Lenguas chimbes, lo que surgiere un proceso de fusión cultural con el extremo norte del actual Perú. Por otro lado las culturas del altiplano de El Collao también llegaron a dicho territorio, especialmente a partir de la expansión del imperio inca. Durante el imperio inca, aunque de corta duración, a partir de la mita se desplazó a indígenas entre las distintas partes del Tahuantinsuyo, haciendo que comunidades de origen altiplánica llegasen al actual Ecuador y vice-versa. 

## Periodo colonial

### Llegada de los españoles
Posteriormente durante la conquista los españoles llegaron en varios flujos migratorios para poder ocupar las tierras conquistadas. Esto tendría una influencia importante en la formación de la cultura de los habitantes de ese país, así como el lenguaje, la religión y el derecho. La llegada de los españoles inicial registró un total de 203 "inmigrantes" el 6 de diciembre de 1534, cuando se funda la ciudad de Quito. Posterior a este hecho durante la Real Audiencia de Quito no existen mayores registros sobre las persona que llegaron salvo de las familias importantes, generalmente encomenderos que debían desarrollar tierra que habían recibido de parte del rey. Para eso concertaban con un grupo de indígenas que vivían ahí generalmente para poder construir un obraje. Para el año de 1570 se registran ocho obrajes de comunidad y una década después se crearían tres obrajes particulares. Esto sin embargo no cuenta con las instalaciones pequeñas, generalmente sin registro formal que igualmente se concentraban en la producción textil como fueron los batanes, obrajuelos y chorrillos. Los ocho obrajes estaban ubicados en las encomiendas de: Latacunga, Chimbo, Chambo, Lito, Sigchos, Tiquizambe y Otavalo. Todas salvo dos casos contaban además con grandes rebaños de ovejas y tierras aptas para pastar. Ahí se asentaron familias importantes, algunos descendientes de conquistadores, otros encomendados por el rey después de este hecho.

### Migración indígena

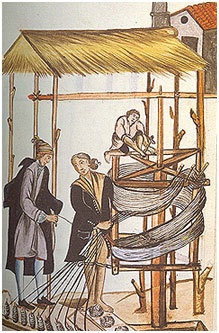
Muchos indígenas migraron a los obrajes de Quito para evitar el trabajo en las minas.

Los obrajes de la Real Audiencia de Quito durante el siglo XVI tuvieron un desarrollo importante, lo que atrajo "migración" de indígenas que vivían en otros lugares del imperio español. Esto debido a la ausencia de minas importantes en la Real Audiencia de Quito, por las dificultades en el desarrollo de la minería en Zaruma. Por otro lado las minas de Popayán empezaron a cobrar importancia y para evitar ser asignados a dicho trabajo forzado, muchos indígenas huían a Quito y su inmediaciones, esto es la zona de los ocho principales obrajes originales. Esto también sucedía con indígenas de la costa, región que en sus inicios tardaría en desarrollar la agricultura alrededor de la cuenca del río Guayas (posteriormente el flujo de personas se revertiría). La razón para determinar la migración de indígenas después de la conquista se basa en que este territorio antes de la conquista no tenía una ciudad importante (Quito era solamente un asiento indígena) por lo que no era un centro donde había concentración demográfica como fueron el alitplano y Mesoamérica. Además, a diferencia de lo que sucedió en otros lugares del imperio español, la zona no sufrió de un colapso demográfico por la ausencia de trabajo forzado en las minas. Existen varias fuentes que dan fe del crecimiento poblacional indígena después de la conquista fruto del desarrollo de los obrajes, como es el informe oficial en 1627 del Presidente de la Real Audiencia quien dice que "los naturales (indígenas) no sean disminuido antes van en crecimiento". Por esta razón se debe determinar el origen de este crecimiento poblacional ya sea por menor mortalidad o mayor migración. Debido a la ausencia de minas, el trabajo forzado no diezmó la población, aunque si las epidemias, lo que explicaría una menor mortandad relativa al resto de lugares del imperio español. Por otro lado, la zona atrajo a indígenas de otras regiones del Virreinato que buscaban evitar ser asignados a alguna mita (como las minas de Popayán). Concretamente esto explica el aumento de indígenas entre 1591 y 1660 en un 60% desde de 144 mil a 230 mil. Esta idea, ante la ausencia de censos, se basa en los registros de recaudación de impuestos que reflejan un aumento en número de las comunidades indígenas rurales, y también el número de vagabundos en las ciudades (que también pagaban impuestos).

### Judíos sefarditas
La situación era distinta al sur del nudo del Azuay, en los Andes australes de la Real Audiencia de Quito. Mientras que la población aumentaba alrededor de los obrajes, alrededor de las ciudades de Cuenca, Loja y Zaruma, la población se vio mermada. Desde la guerra civil incáica, siendo el sur del actual Ecuador y el norte de Perú lugares donde se libraron varias batallas, la población se encontraba diezmada. Las minas de Zaruma no ayudaron a aumentar la población porque su desarrollo se vio interrumpido tempranamente, y su aporte a la economía fue muy bajo. Por estas razones, esta región tuvo una historia distinta y mucho más marcada por el asentamiento de judíos sefarditas. Al estar lejos tanto de Lima donde se encontraba la inquisición, como de Quito que era el asentamiento importante en el norte, esta región sirvió de refugio para judíos que habían llegado a América fruto de la expulsión de 1492 y buscaban pasar desapercibidos. Por esta misma razón, la historiografía carece de documentación positiva que de fe de los sucesos de esta época, lo que hace que su estudio sea una reconstrucción a partir de estudios culturales y tradiciones orales.
Los judíos que eran considerados “cristianos nuevos” se asentaron en el virreinato del Perú sin embargo buscaron lugares alejados de Lima y en particular fueron al norte de Audiencia de Chile y el sur de la Audiencia de Quito. Respecto de los que marcharon hacia Quito, su nueva diáspora los llevó primero hacia la Gobernación de Juan Salinas y Loyola (más tarde transformada en el Corregimiento de Loja), que, según los estudios de Ricardo Ordóñez Chiriboga, fue un importante centro de radicación de sefarditas. Posteriormente, muchas de esas familias migraron más al norte, hacia el próximo Corregimiento de Cuenca, y luego llegarían al Corregimiento de Chimbo (Alausí, Pallatanga y Chimbo), buscando alejarse de la inquisición. Según las reconstrucciones históricas, los primeros sefarditas llegaron a Cuenca y los poblados cercanos probablemente a fines del siglo XVI y comienzos del XVII. La reconstrucción de esta historia dice que:

Según la memoria popular, esta población blanca de origen judío que venía huyendo de los autos de fe de la Inquisición limeña, ingresó a tierras del Corregimiento a través de las márgenes del los ríos Chira y Catamayo y fue estableciéndose en sus vegas constituyendo grupos pequeños, compactos y endogámicos muchos de los cuales guardan hasta nuestros días el recuerdo de haber llegado hasta estas tierras procedentes del Perú y varios de ellos mantienen aun relaciones de amistad y parentesco con sus similares del norte de este país, es más al recorrer las hoyadas del río Catamayo encontramos un barrio llamado “Carmona”, perteneciente a la parroquia Lourdes del Cantón Paltas, que nos hace recordar el nombre de la antigua judería próxima a Sevilla donde estallaron los primeros levantamientos antijudíos de España en 1391, y vimos, la mayor parte de los encausados en “La Gran Complicidad” fueron judíos procedentes de Sevilla o Portugal. Los denominados “sucos del río”, a los cuales la tradición los señala como de origen judío, se asentaron en las margenes del río Catamayo y formaron los pueblos de Carmona, Las Cochas, San Vicente de Río, Limón Vega y la Concepción, manteniéndose allí aislamiento que hizo de ellos un grupo social separado y muchas veces endogámico, renuente a integrarse a la vida provincial practicamente hasta nuestros días; constituyéndose por lo tanto en el conglomerado social más radical y conservador de su ideología, tradiciones usos y costumbres.
Ricardo Ordóñez Chiriboga - La herencia sefardita en Loja

Su influencia en la región austral del actual Ecuador se puede ver en el lenguaje, especialmente la presencia de palabras del ladino, el sistema económico, que se basaba en las "arrimadas" a diferencia de los obrajes que se desarrollaban a partir del concertaje con una comunidad indígena en el norte. Además pervivieron las tradiciones funerarias hasta la mitad del siglo XX que fueron descritas por Ricardo Ordóñez en su investigación.

### Cimarrones en Esmeraldas

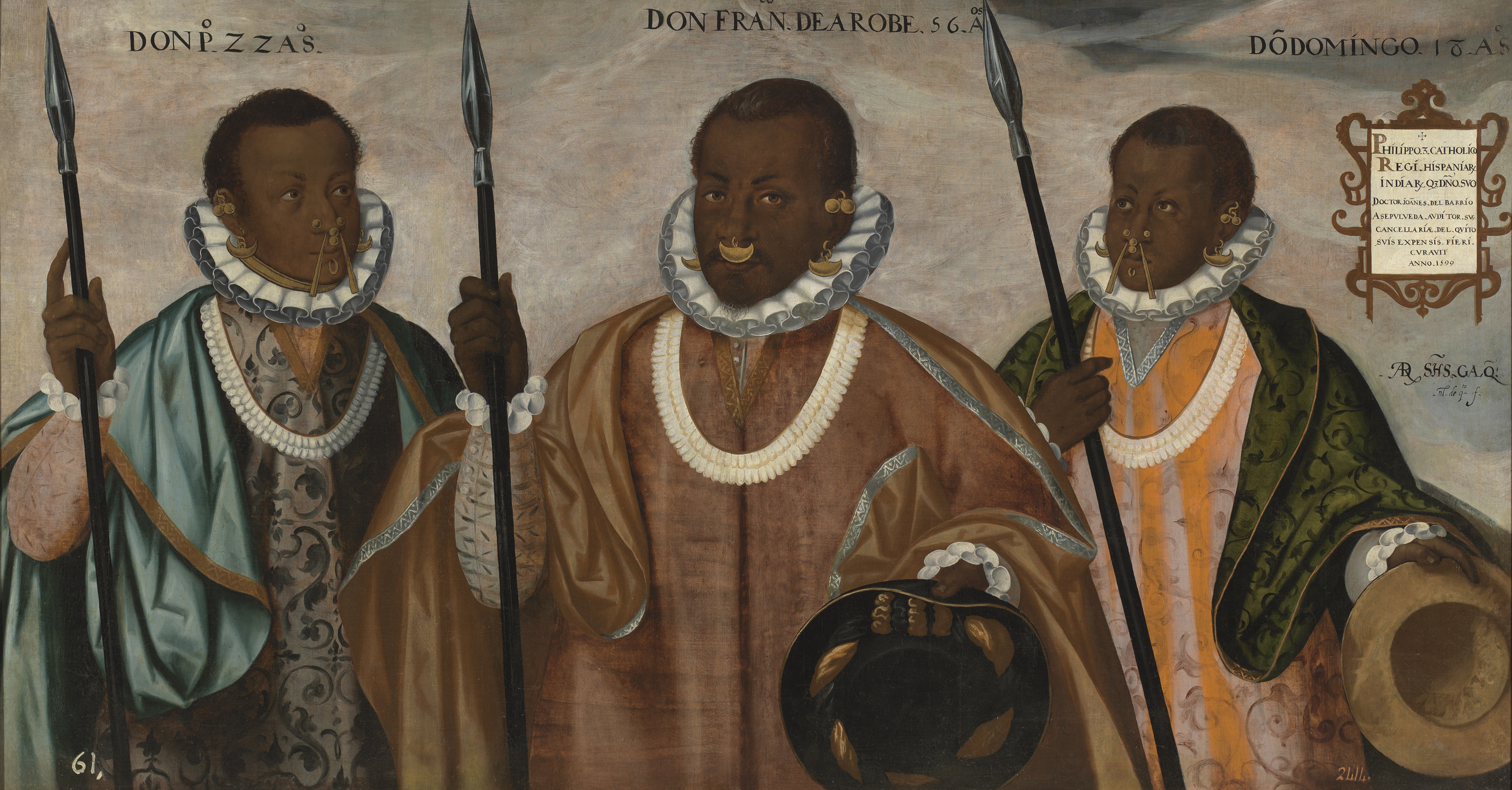
Los mulatos de Esmeraldas por Andrés Sánchez Gallque

Una situación similar a los judíos vivieron las personas provenientes de África como fruto del tráfico de esclavos de la época. La zona norte del litoral ecuatoriano se convirtió en un lugar de escape para muchos de ellos, que lograban tomar control de los barcos que zarpaban desde panamá con destino a Lima. Antes de llegar a su destino terminaban encallando en las costas de Esmeraldas donde los negros lograban liberarse. Esto hizo que pasen más de medio siglo viviendo en lo que se conoció posteriormente como el "Reino Zambo de Esmeraldas" al ser reconocido por el rey Felipe III. Los cimarrones de dicho reino pactaron alianzas con los indígenas de la zona y gozaron no solo de libertad sino también de autonomía sobre su territorio, hasta la segunda mitad del siglo XVII. En este primer asentamiento destacó la figura de Antón y su pelea contra los indígenas locales. Posteriormente lideraría la comunidad Alonso de Illescas, quien es ahora reconocido por la historia de Ecuador como símbolo de la lucha por la libertad.
A partir de la llegada del primer barco se dieron posteriores oleadas de esclavos que encontraron en Esmeraldas un lugar de escape de la esclavitud. Sería en 1640,cuando se lleva a cabo la segunda oleada de esclavos que huyeron de las minas de Barbacoas. Su origen africano era diverso: los mandingas, venían del del valle de Gambia, los Kongos, de habla bantú, procedían del río Congo, y los angolas, venidos del suroeste de África, cerca del país homónimo. Después del reconocimiento de libertad y autonomía participarían en la construcción de un camino para conectar esmeraldas con Quito. Esto se llevaría a cabo en 1657 cuando Juan Vicencio Justiniani inició el proyecto de un camino desde Ibarra hasta la desembocadura del río Mira. Se acordó con el gobernador negro Gaspar Méndez los trabajadores que participarían. Hubo problemas en la construcción por algunos abusos, lo que causó un levantamiento. Después de esto los negros perderían el liderazgo sobre el cazicasgo en Esmeraldas, a favor de los indígenas liderados por Antonio Pata.
La tercera oleada se daría a finales del siglo XVIII a partir de la construcción de las minas de Cachaví, Playa de Oro y Guimbí. Para ello fue necesario, ahora si, traer esclavos negros para trabajar las minas. A diferencia de otras regiones de la monarquía española, la mineía no fue importante para el desarrollo de la región y su impulso tardío terminó rápidamente por las guerras de independencia. Entre 1780 y 1803, se estima la llegada de 230 esclavos de Nueva Granada que se asentarían en la zona las grandes familias esclavistas de Barbacoas, Popayán, Cali y Quito con el objetivo de mover sus "reales de minas" a Esmeraldas, dando lugar a los primeros esclavizados.

### Migración y las Reformas Borbónicas

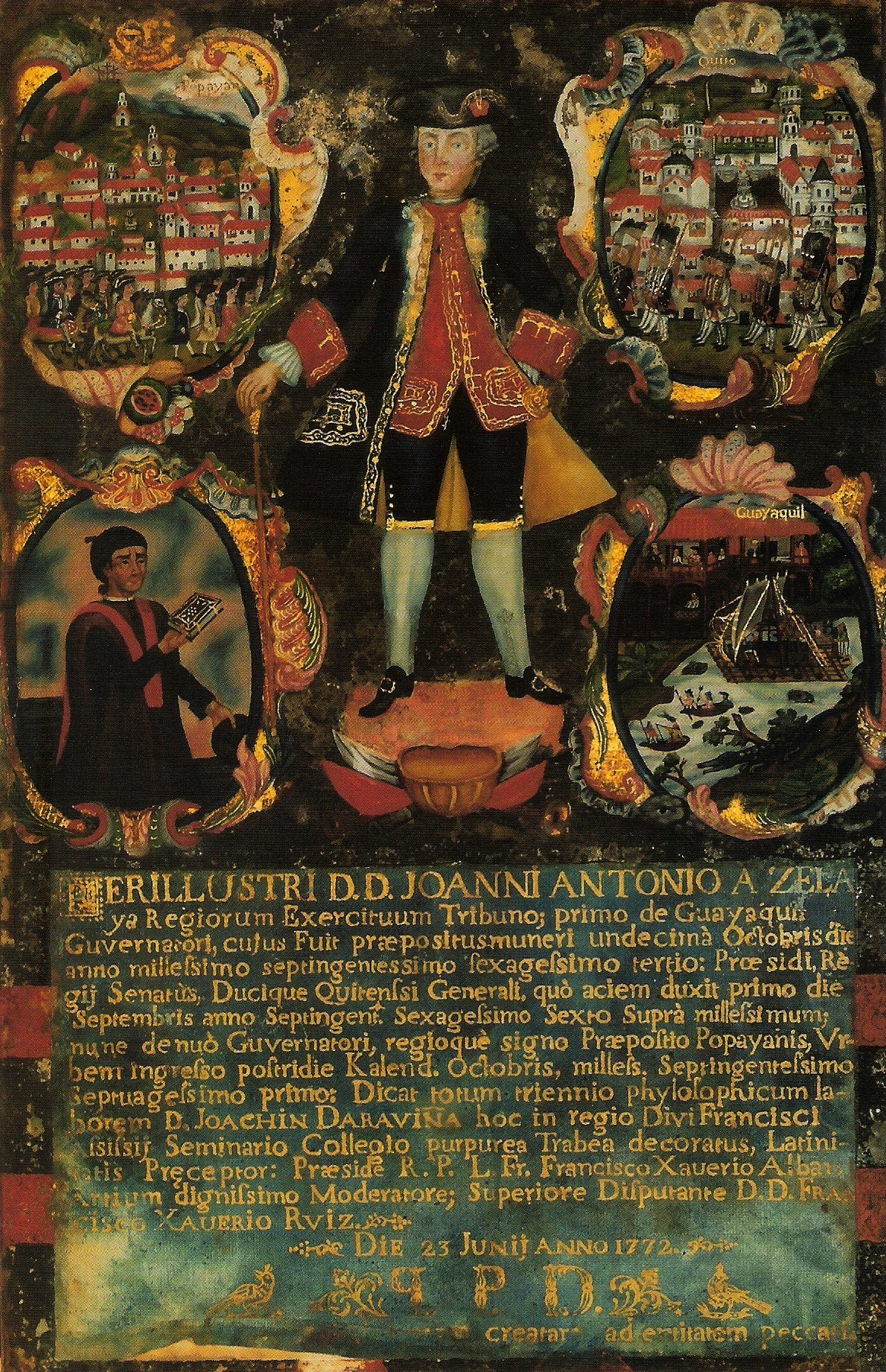
Juan Antonio Zelaya, Gobernador de Guayaquil

A partir de las reformas borbónicas, se llevó a cabo la creación del virreinato de Nueva Granada. Con esto no solo jurídicamente se creó un nuevo virreinato sino que además se buscó poblarlo, por lo que se llevarían a cabo la fundación y población de ciudades como Medellín en Colombia, lo que después crearía lo que se conoce como cultura paisa, o se crearía la compañía Guipuzcoana en Venezuela, trayendo migración vasca a Caracas especialmente. En Ecuador, la migración se concentró en la costa, específicamente en Manabí y Guayas y sería el germen de lo que se convertiría posteriormente en la cultura montuvia de Ecuador. Estos territorios se consolidarían con la creación de la Gobernación de Guayaquil y experimentarían un auge económico, mientras que la sierra tendría problemas para desarrollar los obrajes. En el primer caso llegaron españoles en el siglo XVIII a las ciudades de Manta y Bahía de Caráquez. Esta última ciudad había sido fundada en el siglo anterior y tenía como objetivo convertirse en un puerto importante y entrada al Río Chone. Muchas profesiones llegaron como obreros, comerciantes, así también sacerdotes y educadores. En el caso del Guayas, llegaron nuevas familias que se dedicarían al comercio por los beneficios que existían por el comercio del cacao en Guayaquil. Además del lobbying que se hacía por el Conde Jijón quien abogaba por terminar con el monopolio de los puertos en el imperio, lo que facilitaría el comercio de Guayaquil. Dentro de las familias importantes que llegaron en esta época se encuentran los Bejarano, que se emparentarían con los Rocafuerte. También los Olmedo, que venían de Málaga y cuya descendencia sería protagonista de la independencia de Ecuador.Esta historia es estudiada en mayor detalle en el libro "Presencia europea en Manabí" y en "El cacao Guayaquil en nueva España, 1774-1812".Este fenómeno continuaría durante la independencia y existen registros de que entre los años de 1765 y 1842 la ciudad de Guayaquil triplicó su población, ya sea por migración externa o por interna.

## Periodo republicano

### Políticas migratorias y primeros datos

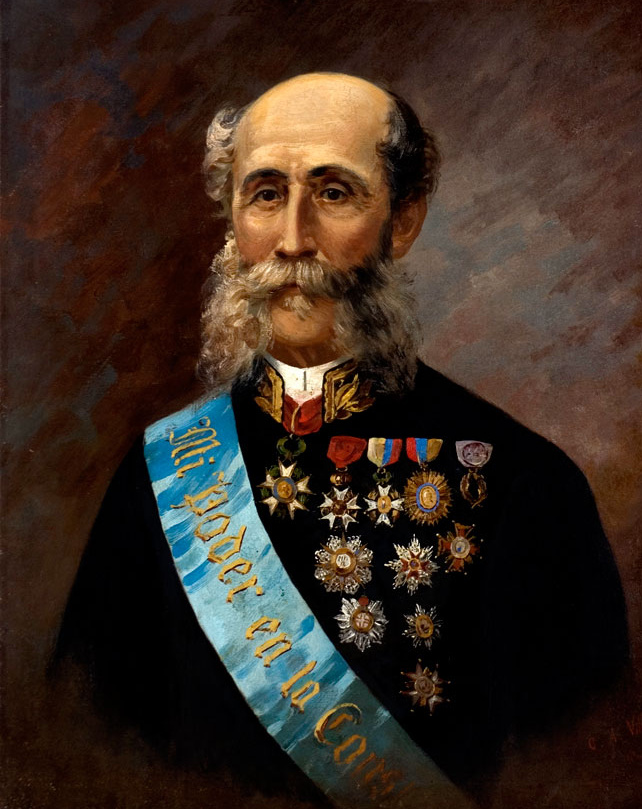
Antonio Flores Jijón

El presidente Antonio Flores Jijón buscó fomentar la migración a Ecuador a través de una política que segmentaba a los posibles inmigrantes. El primer grupo contenía a personas de Colombia, Ecuador, Perú y Chile que reconocía como ciudadanos ecuatorianos en 1867. Un año más tarde se reconocía como ecuatorianos a todas las personas de países hispanoamericanos que hayan llegado a Ecuador a vivir. En el segundo grupo se encontraban los ciudadanos europeos. Se incentivó también aunque por la escasez de recursos y el aislamiento (el canal de Panamá aún no se construía), fue difícil implementar esta política a gran escala. Por último, el tercer grupo correspondía a los asiáticos, a quienes se desincentivaba la migración por prejuicios culturales, por esta razón muchos de ellos se concentrarían más bien en Perú. Según los datos más antiguos, en el censo provincial del Guayas de 1890, Guayaquil tenía 5 mil inmigrantes, muchos de ellos eran de Perú y de otros países de Europa. Este número crecería hasta 10 mil personas en el año de 1899, para la población de 65 mil personas que tenía la ciudad en ese momento, esto correspondía a cerca del 15% del total, lo que hizo que esta ciudad busque formar su identidad basada en la inmigración. La influencia extranjera se vería mermada sin embargo por la posterior migración interna, del campo a la ciudad, y en especial de los Andes a la costa que poblarían Guayaquil. Ecuador es uno de los países que vivió más la migración interna, cambiando de forma importante su composición demográfica interna y llegando Guayaquil a superar en población a Quito, a pesar de que la segunda era la capital, algo que no es típico de países latinoamericanos. Por su parte aunque Quito no recibió mucha migración, existen datos de un censo que calculó un total de 1300 extranjeros a inicios del siglo XX. La mayoría de extranjeros de Quito eran de Colombia y se debía a la anterior relación económica que existió durante el virreinato que con las independencias no se interrumpió. Sin embargo el total de extranjeros se mantuvo en cerca de 3% en dicha ciudad.

### Inmigración libanesa y árabe en general

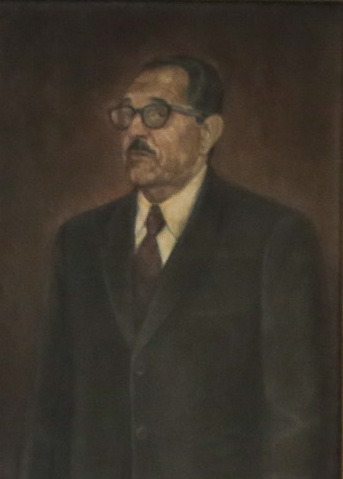
Assad Bucaram

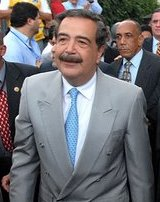
Jaime Nebot

La migración de Líbano a Ecuador comenzó en 1875. Entre 1880 y 1890, familias libanesas, sirias y palestinas establecieron negocios en el país. Fundaron grandes empresas, entre las que se encuentran el banco "La Previsora" o el periódico Sirio. También se crearían instituciones como la Confederación Siria y la Unión Libanesa en Ecuador. Como actividad económica se dedicarían al cultivo en granjas para la producción de caña de azúcar, café y plátanos, fábricas textiles y restaurantes. Los primeros inmigrantes árabes permanecieron en el país sin influencia política ni social y se adaptaron rápidamente a la cultura de Ecuador. La segunda generación consiguió integrarse en la sociedad ecuatoriana e incluso fue aceptada en la burguesía de Quito y Guayaquil. Después, la tercera generación perdería ya su lengua de origen, aunque mantendrían algunas de sus tradiciones. Esta asimilación les permitiría formar parte de la clase política y dirigente del país. Los descendientes de libaneses se han hecho un nombre por su presencia en la política. El primer representante político importante fue el candidato parlamentario y presidencial de la República, Assad Bucaram, en los años sesenta. Más tarde fueron presidentes Abdalá Bucaram y Jamil Mahuad. Jaime Nebot fue reelegido tres veces alcalde de Guayaquil. Por el lado religioso, la santa Narcisa de Jesús, tercera santa de dicho país era de ascendencia árabe. A pesar de la influencia "árabe" en la política y la economía ecuatorianas, hasta la fecha apenas se han realizado estudios en profundidad sobre la inmigración de este grupo de población. En la cultura destacarían también, especialmente en la música y la literatura. Respecto al primero sería Nicasio Safadi un músico reconocido, autor del tema Guayaquil de mis amores, canción muy popular de dicha ciudad. Por otro lado Jorge Elías Adoum, libanés sería un escritor importante de temas esotéricos. Se establecería en la ciudad de Ambato y tendría como hijo al reconocido poeta Jorge Enrique Adoum, quien sería uno de los escritores más importantes de Ecuador durante la segunda mitad del siglo XX. En la actualidad, no existen grandes movimientos migratorios procedentes de Palestina, Líbano o Siria, a pesar del conflicto en este último país.

### Inmigración española

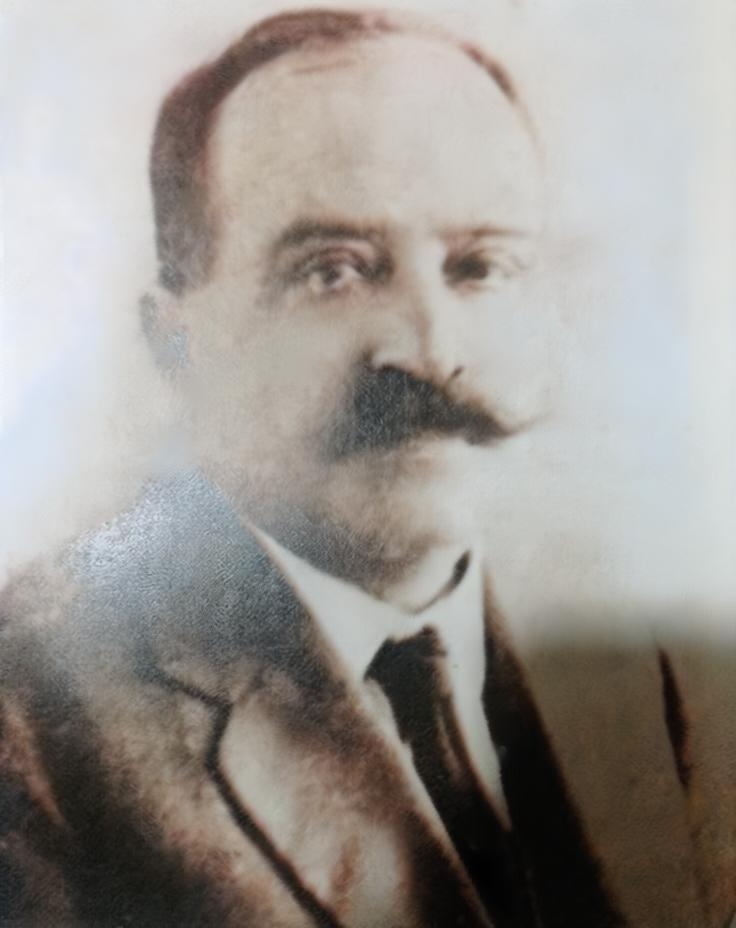
Eutimio Pérez Arumi

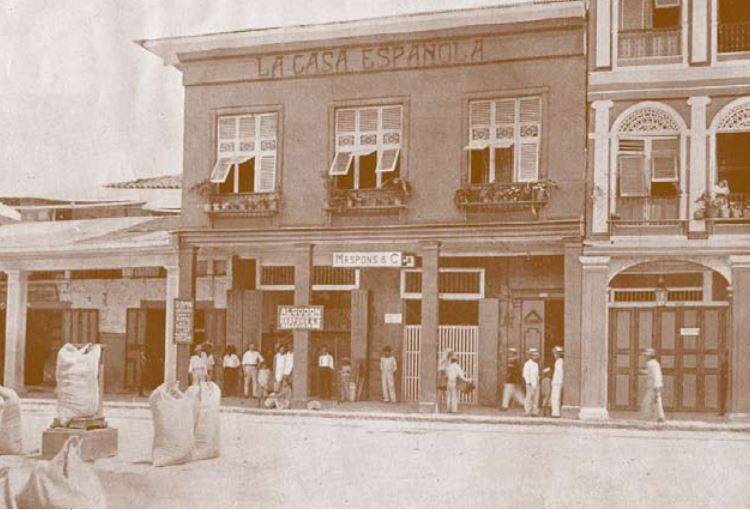
La Casa Española en Guayaquil, 1905

Debido a la crisis de finales del siglo XIX en España se llevaría a cabo un proceso de emigración de unos 4 millones de españoles a Sudamérica entre 1880 y 1930. En Ecuador, los españoles los inmigrantes de España se ubicarían en la ciudad de Guayaquil. Aunque su población no marcó cuantitativamente la demografía, tuvieron mucha influencia. Probablemente lo que más marcó la historia de Ecuador sería Manuel Alfaro y González, un republicano español oriundo de Cervera del Río Alhama, La Rioja, quien sería padre de Eloy Alfaro, uno de los políticos ecuatorianos más importantes de la historia de ese país. Caso similar sería el de Gabriel García Moreno, quien aunque, al haber nacido durante la colonia, suele no ser tomado en cuenta porque la diferencia en los límites de aquella época. Años más tarde, por la guerra civil española, se registró la llegada de exiliados religiosos, intelectuales y anarquistas a Quito. Dentro de las actividades económicas a las que se dedicaron se encuentran el comercio interior, exportando madera, tabaco, cacao y artesanía, e importando vino y bienes de consumo general. Su trabajo ayudaría a impulsar el puerto de Guayaquil y al sector industrial. Además fueron uno de los primeros pobladores de la Amazonía, donde vivirían en una colonia, llamada paradójicamente Simón Bolívar, en esa región.[8] Fue importante también la migración de catalanes Eutimio Pérez y Onofre Castells Dragó que fundarían el popular equipo deportivo Barcelona Sporting Club, homónimo del europeo. Esto se haría el 1 de mayo de 1925, junto a otros guayaquileños del Barrio del Astillero. Otros españoles que participaron en la fundación del club son Valentín Sala Piqué, los hermanos Artur y Joan Domènech y Marc y Pere Castells. Posteriormente algunos españoles llegarían a Ecuador a finales del siglo XX motivados por las inversiones en empresas petroleras y de telecomunicaciones.

### Inmigración judía
La emigración judía en América se debió a la persecución durante la Segunda Guerra Mundial. Al inicio llegarían judíos italianos, después de que fueran aprobadas las leyes raciales fascistas en Italia en 1938. Esto sería incentivado durante la primera presidencia de Velasco Ibarra, entre 1934 y 1935, cuando Ecuador hizo un llamado a los científicos y técnicos judíos que habían perdido sus empleos en Alemania. La comunidad judía, sin embargo se crearía después de la década de los cuarenta, en el transcurso de menos de una década. A partir de 1941, la normativa de inmigración ecuatoriana para los judíos fue más favorable. En general, durante el siglo XX el número de judíos fluctuó, llegando a ser cerca de 3 mil en 1945 y aumentando hasta 4 mil en su pico de 1950. Posteriormente la comunidad iría perdiendo miembros por posteriores emigraciones a comunidades judías más grandes en países vecinos. Los judíos tuvieron una influencia positiva en Ecuador al desarrollar su comercio a través de la creación de supermercados importantes, ayudarían a desarrllar las finanzas a través de la venta comercial a plazos y también impulsarían la industria. Pocos estuvieron en la política como sería Vicente Leví Castillo, quien sería Diputado del Congreso Nacional del Ecuador. También Graciela Levi Castillo sería una destacada periodista. Por último destacaría Pablo Better, al llegar a ser Ministro de Economía y presidente del Banco Central del Ecuador.

### Inmigración alemana

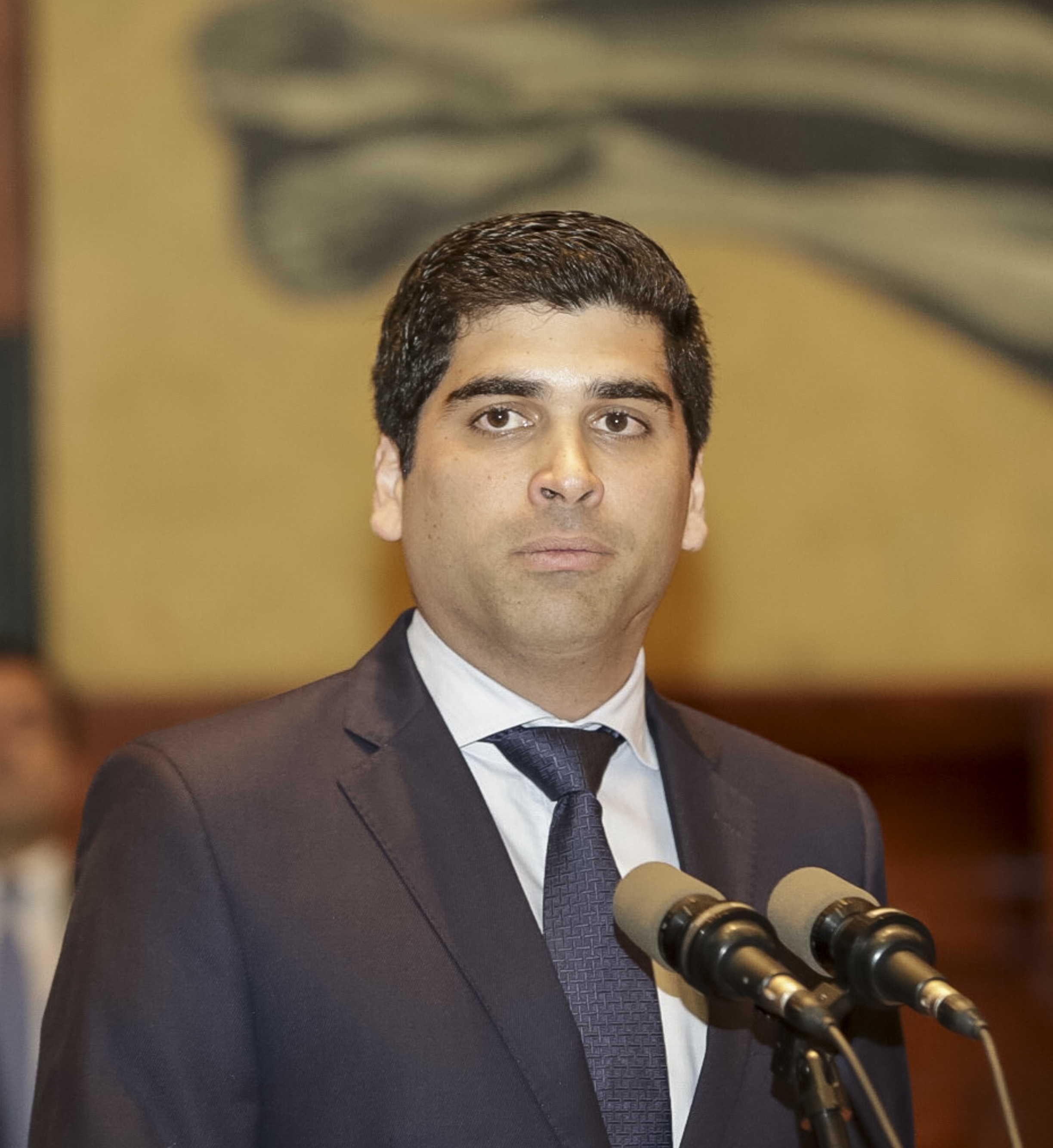
Otto Sonnenholzner

Al igual que durante la época colonia, en la república, los primeros alemanes que llegaron a Ecuador eran parte de la compañía de Jesús. Fueron traídos por García Moreno, después de la expulsión de los jesuitas por Bismark. Destacarían el astrónomo Juan Bautista Menten, y el geólogo Franz Theodor Wolf quien además exploraría las Islas Galápagos y tendría en su honor una isla nombrada. A finales del siglo XIX durante la revolución liberal destacaría también Pedro Schumacher. Sería durante el gobierno liberal de Alfaro que se buscaría atraer inmigrantes europeos para continuar con el desarrollo de la ciencia en Ecuador. Se incentivó su migración ofreciendo propiedad por lo que todas las familias que emigraron a Ecuador recibieron 5 hectáreas de tierra de forma gratuita. El interés de los alemanes por las Islas Galápagos llegaría a causar el famoso Caso Galápagos que involucraría a la baronesa Eloise Wagner de Bousquet. Gracias a esto, algunos alemanes se asentaron en la ciudad de Quito. Muchos trabajaron en la industria cervecera y en la importación y exportación de productos entre los dos países. Los alemanes también influyeron en el nombre de la reconocida agua mineral de Ecuador llamada Güitig ya que a finales de 1880, después de constituir la empresa de bebidas buscarían la verificación de la calidad por lo que un visitante alemán experto en aguas minero-medicinales, la calificaría de "gültig" que significa válido o aprobado. Esto sería transcrito reemplazando la "l" por "i", lo que daría el nombre a la marca. Otros también destacaron como asesores técnicos en infraestructura, así como en la ciencia y educación. Siempre vinculados a la educación, en 1935, llegaron profesores alemanes en Física, Matemática, Química y Astronomía. Uno de ellos, el astrónomo Johannes Odermatt sería director del Observatorio de Quito, por otro lado el geólogo Walter Sauer, realizaría un atlas geográfico de Ecuador. Años más tarde en 1945, continuaron las expediciones alemanas, y se publicaron obras como la ilustración "Flora del Ecuador", de Erwin Paetzel. Influyeron en la cultura ecuatoriana a través de sus investigaciones científicas y con la fundación de los colegios alemanes. De los alemanes que vivieron en Guayaquil destacaría el escritor Ramón Sonnenholzner y su hijo, Otto quien sería vicepresidente de Ecuador en 2018. Se contabilizó que para 1904, había unos 2.000 afincados en Ecuador y para el primer censo oficial de 1950 este había disminuido a 993 personas.

### Inmigración colombiana
La emigración desde Colombia se debe principalmente a razones sociales, económicas y políticas. Históricamente desde la colonia, el norte de Ecuador ha estado integrado económicamente con el sur de Colombia. Incluso existen ciudades que comparten el mismo conquistador como es el caso de Quito y Cali con Sebastián de Belalcázar. Por eso, después de la independencia a pesar de las nuevas fronteras, esta relación se mantendría, al igual que el movimiento de personas en ambas direcciones, que era de manera constante y poco documentada. Se debe tomar en cuenta que el registro civil en Ecuador se crearía recién en el siglo XX por lo que estos movimientos de personas cuando evitaban puertos carecen de evidencia. Por esta razón, se registran escritos sobre colombianos que vivieron en el norte de Ecuador, en los Andes durante el siglo XIX aunque se carecen de cifras. Dentro de los datos que existen en estas primeras migraciones 1881 provenientes de Pasto, Popayan y poblados de Nariño. El 52% de la población eran mujeres, muchos de ellos eran solteros y ocuparos distintas profesiones. Muchos de ellos fueron protagonistas en la política, aunque tal vez el caso más emblemático fue de Faustino Lemus Rayo quien cometería un magnicidio. Otro hecho importante que muestra la influencia de Colombia en el siglo XIX fue la popularidad del género musical llamado pasillo. Originalmente un vals europeo, ganaría popularidad en Colombia y sería adoptado en Ecuador con entusiasmo, inspirando a muchos compositores y convirtiéndose en el género musical más popular de Ecuador.
Por otro lado los flujos migratorios de Colombia a Ecuador continuaron durante el siglo XX. Según las cifras, el número de inmigrantes colombianos registrados en el censo ecuatoriano de 2001 fue de 51.556, de los cuales el cincuenta por ciento vivía en las provincias de Carchi, Sucumbíos, Esmeraldas y Pichincha. En el último censo ecuatoriano de 2010, 93.237 colombianos estaban registrados en el país. Las cifras oficiales no reflejan el número real de colombianos en Ecuador. Estimaciones de 2007 cifran en 721.557 el número de casos no reportados. Actualmente, el número de solicitantes de la condición de refugiado supera los 150.000. La población colombiana que llegó a Ecuador como inmigrante o refugiada se asentó no sólo en la región fronteriza sino también en todas las demás provincias del país, concentrándose la mayor cantidad en Pichincha, Guayas y Santo Domingo. En esta última ciudad la influencia de gente de Colombia ha sido importante en el comercio y desarrollo económico. Los inmigrantes colombianos en Ecuador se dedicaban al comercio formal o informal, a la agricultura y como trabajadores domésticos. En 2010 entró en vigor el estatuto migratorio permanente entre Ecuador y Colombia, que establece el tiempo de permanencia, las obligaciones, los derechos de ciudadanía y los tipos de trabajo que los colombianos pueden realizar en Ecuador (y viceversa). Sin embargo, la llegada masiva de inmigrantes colombianos ha sobrepasado la apertura de la actual política migratoria y ha desatado la xenofobia debido a informaciones periodísticas que vinculan a los colombianos con redes criminales transnacionales. Estos hechos han dificultado la convivencia y la integración de los inmigrantes colombianos en Ecuador.

### Inmigración peruana
Un caso similar aunque en menor magnitud son los inmigrantes peruanos. Esto se debe a que por mucho tiempo, hasta 1998, ambos países mantuvieron un conflicto limítrofe que impedía la normalización de las relaciones internacionales. Por esta razón a partir de la firma de acuerdo de paz la inmigración peruana ha aumentado, especialmente motivados por la conversión de la moneda peruana al dólar que se usa en Ecuador. La Facultad Latinoamericana de Ciencias Sociales estima que 50.548 peruanos llegaron a Ecuador en 2001 y no retornaron a Perú, mientras que el número de peruanos en Ecuador se estimaba en 520.388 a finales de 2007. Históricamente, la inmigración peruana es la segunda más alta en Ecuador después de la colombiana. Las cifras oficiales del censo de 2010 muestran que la población peruana empadronada en Ecuador es de 16.737, el tercer mayor número de migrantes en Ecuador. La mayoría de los peruanos en Ecuador viven en las provincias vecinas de El Oro, Loja, Azuay y Cañar, que se encuentran cerca de la frontera sur. Los peruanos trabajan en la agricultura, como empleados domésticos, en la construcción y en el comercio formal e informal. En 2011 entró en vigor el Acuerdo sobre el Estatuto Migratorio Permanente entre Ecuador y Perú. Este acuerdo regula la situación de los ciudadanos peruanos indocumentados en Ecuador y viceversa.

### Inmigración cubana
La emigración desde el Caribe a Ecuador es relativamente reciente y fue provocada por la supresión de la exigencia de visado en 2008. Existen antecedentes de migración entre Cuba y Ecuador debido a acuerdos de cooperación en las áreas de deportes, salud, tecnología, educación y turismo. El primer movimiento migratorio desde Cuba se registró en la década de 1970, que se debió a sucesos políticos relacionados. Este grupo incluye a disidentes del régimen cubano que huyeron debido a la persecución política del sistema comunista. La mayoría de los inmigrantes cubanos optan por quedarse temporalmente en Ecuador, ya que luego viajan a su país de destino, Estados Unidos. El Ecuador resulta un país atractivo además por la dolarización aunque las fuentes de empleo no son abundantes. La situación de los cubanos que optaron por quedarse en Ecuador se normalizó después de 2008 debido a los matrimonios con ecuatorianos, por lo que muchos obtuvieron visados. También hay solicitantes de refugio, pero el número es menor que en el caso de los colombianos. Según el Servicio Ecuatoriano de Migración, en 2002 se registraron 1.481 cubanos en la primera oleada. El número aumentó a 4.713 en 2007 y alcanzó un máximo de 27.114 en 2009. Muchos cubanos trabajaron posteriormente en el comercio formal e informal en Ecuador. Gracias al reconocimiento de títulos académicos, existe un grupo de cubanos calificados que trabajan por cuenta propia o ajena.

### Inmigración china y asiática en general

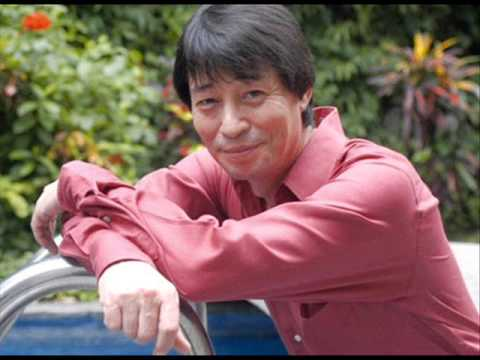
Jinsop

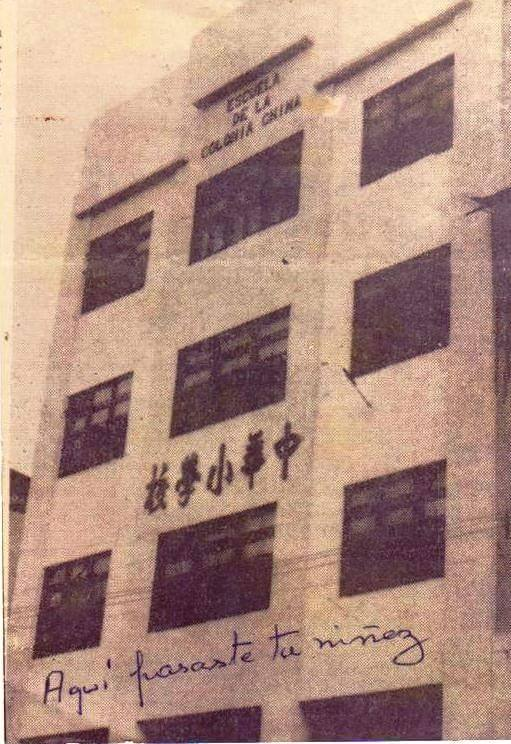
Escuela Particular Mixta Colonia China

La inmigración china a Ecuador se registra en dos períodos, el primero se llevó a cabo a mediados del siglo XIX, cuando también se llevó a cabo migraciones masivas a otros países de Latinoamérica. Se cree que las relaciones comerciales entre ambos países las inició un empresario ecuatoriano llamado Luis Bonnin Cuadrado cuando viajaría a Macao (China). A su regreso traería consigo algunos trabajadores chinos que más tarde se establecieron y comerciaron en la ciudad de Guayaquil. Además, se conoce del ingreso de varios migrantes de china durante una primera ola de migración en 1840. Se cree que fue aquí que se crearía el chaulafán, plato muy popular en Ecuador. Sin embargo, la migración después sería interrumpida debido a que en 1899 un decreto presidencial prohibió su entrada. Esta medida duró hasta agosto de 1944, cuando el presidente de la República, Velasco Ibarra, expidió una nueva ley que permitía el retorno de chinos a Ecuador, que se tomó por razones humanitarias en relación con la invasión japonesa de China.También existe inmigración de otros países de Asia, como Corea y Japón aunque en menores números. Muchas personas de Asia han sido importantes en la historia de Ecuador como Guillermo Chang quien sería vicealcalde de Guayaquil, Francisco Asán Wonsang, alcalde de Milagro, Caroline Chang ministra de Salud, Segundo Wong con la empresa Reybanpac, Wilson Leo Lee, Fundador de Grupo Oriental, Francesca Keyco Cipriani, siendo Miss Ecuador en 2015, Sixto Chang Vega, como diputado de Los Ríos en 1954 y además como miembro fundador del Partido Social Cristiano. Jinsop sería un exitoso cantante, al igual que Ren Kai Yin Moretta. Por su parte Lucho Mueckay, aportaría a la cultura y la danza y Cipriano Yu Lee Taysing quien sería futbolista en Emelec, llegando a jugar en la selección de Ecuador.
La mayoría de datos sin embargo se concentran en las personas provenientes de China. A mediados de la década de 1940, el número de chinos en Ecuador ascendía a 3.155 personas. El 2 de enero de 1980, la República Popular China y Ecuador establecieron relaciones diplomáticas, lo que marca la historia reciente de migración China a Ecuador. Se calcula que a principios de la década de los ochenta vivían en Ecuador unos 16 mil chinos. El actual movimiento migratorio comenzó con la supresión de los visados turísticos. El mayor número de chinos que llegaron a Ecuador se registró en 2008, con 14.468 personas, de las que 7.144 regresaron. En 2010, la migración china ascendió a 608 personas y aumentó a 1.377 personas en 2011. Según el Informe de Movilidad Humana 2011, el aumento de migrantes chinos en Ecuador se debe al incremento de las relaciones comerciales entre ambos países. Las inversiones chinas ascienden a 5.000 millones de dólares, repartidos en sectores como el petróleo, la minería, las comunicaciones, la energía hidroeléctrica y el transporte.